# Johann (Brandenburg-Kulmbach)

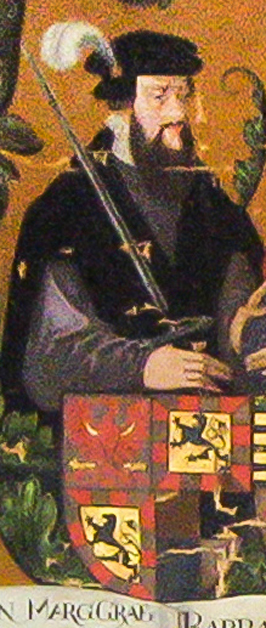
Johann von Brandenburg, genannt „der Alchimist“

Johann von Brandenburg, genannt der Alchimist, (* 1406; † 16. November 1464 in Baiersdorf) war Markgraf des hohenzollerschen Markgraftums Brandenburg-Kulmbach.

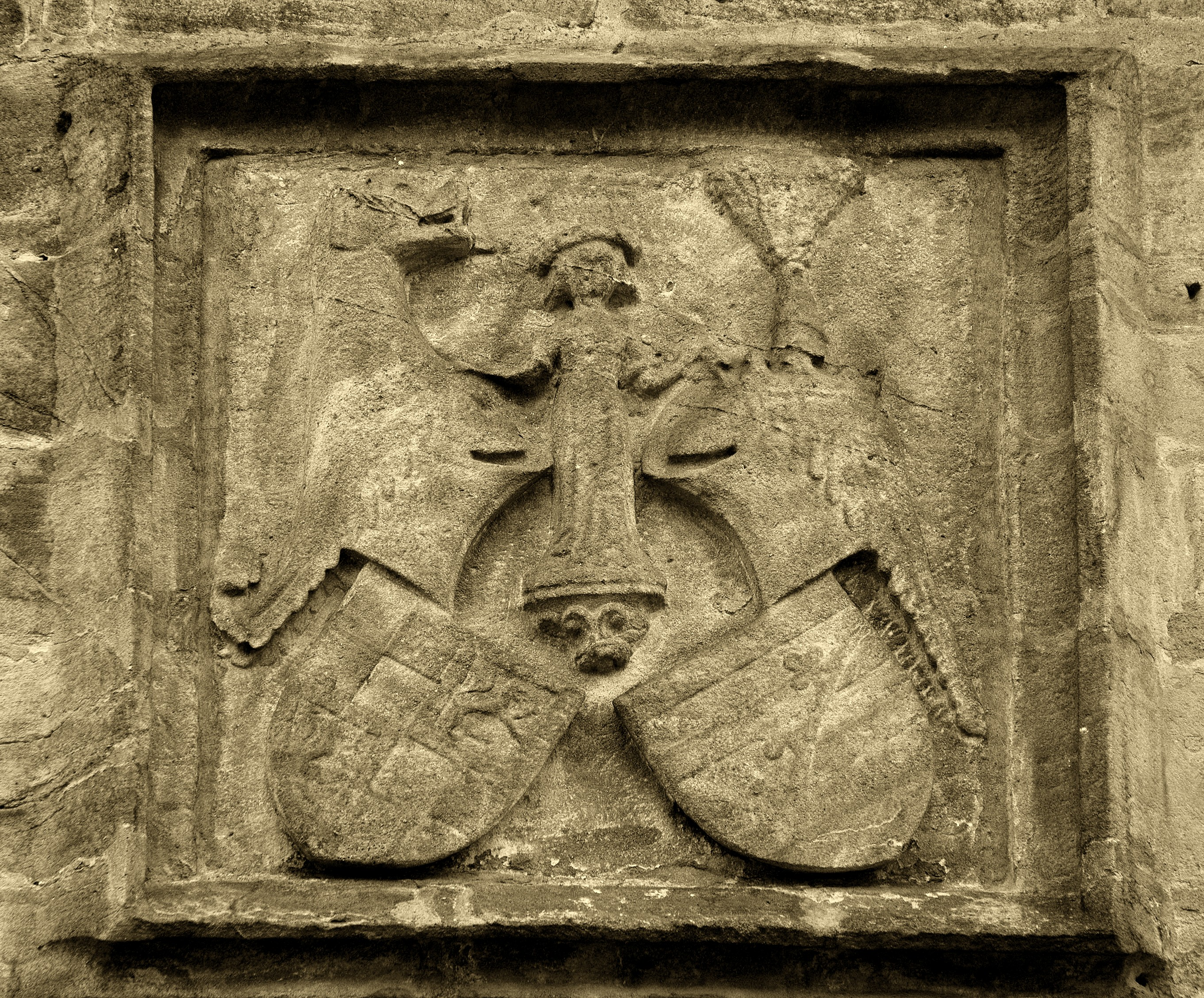
Ehewappen von Johann von Brandenburg und Barbara von Sachsen-Wittenberg, äußeres Tor der Burg Cadolzburg

## Leben
Johann der Alchimist war der älteste Sohn des späteren Kurfürsten Friedrich I. von Brandenburg (1371–1440) aus dessen Ehe mit Elisabeth (1383–1442), Tochter des Herzogs Friedrich von Bayern-Landshut. Zum Zeitpunkt seiner Geburt war sein Vater noch Burggraf von Nürnberg. Johanns jüngere Brüder waren Friedrich II. und Albrecht Achilles, Kurfürsten von Brandenburg.
Johann heiratete 1416 Barbara (1405–1465), Tochter des Herzogs Rudolf III. von Sachsen-Wittenberg. Die Ehe war von Kaiser Sigismund vermittelt worden, der versprochen hatte, Johann als Nachfolger der Askanier mit Kursachsen zu belehnen. Johann wurde aber 1422 mit einer Geldsumme abgefunden. Von seinem Schwager Ludwig II. von Liegnitz wurde Johann 1420 in die Gesellschaft mit dem Rüdenband aufgenommen und zum Hauptmann von deren Oberdeutschen Mitgliedern ernannt.
Im Alter von 20 Jahren wurde er von seinem Vater in die Regierungsgeschäfte mit einbezogen und zwei Jahre darauf zum Statthalter der Mark ernannt. Hier wurde der wenig ehrgeizige, der Alchemie anhängende Johann zu einer Enttäuschung für seinen Vater, der mit dessen Einverständnis 1437 die Erbfolge neu ordnete und das bis 1403 von Friedrich und Johann gemeinsam regierte Gebiet Johann zuteilt. 1440 wurde Friedrich II. der Kurfürst von Brandenburg. Sein Bruder Johann hatte jedoch kein Interesse an den Regierungsgeschäften.
Johann verzichtete damit auf seine Rechte der Erstgeburt und erhielt die fränkischen Besitzungen der Hohenzollern. Seine Residenz wurde die Plassenburg in Kulmbach. 1457 entsagte er der Regierung. Da er keine überlebenden männlichen Nachkommen hatte, übernahm einer seiner jüngeren Brüder, der Markgraf von Ansbach Albrecht Achilles, mit dem er 1435 eine Jerusalemfahrt unternommen hatte, in Personalunion das Fürstentum Kulmbach.
Johann beendete im Frieden zu Wittstock im Jahr 1442 zuvorderst einen Streit zwischen der Mark Brandenburg und Mecklenburg um Sukzessions- und Lehnsrechte nach dem Aussterben der Linie Werle nach dem Tod Wilhelm von Werle im Jahr 1436. Er sicherte Brandenburg die Uckermark (Lychen etc.), die fortan endgültig bei Brandenburg blieben, und begründete das Recht der Brandenburger auf Eventualsukzession in Mecklenburg für den Fall des Aussterbens des mecklenburgischen Fürstenhauses im thronfolgefähigen Mannesstamm.
Sein Schwiegersohn König Christoph von Dänemark aus dem Haus der Wittelsbach übertrug ihm die Administration seiner Besitzungen in der Oberpfalz.

## Nachkommen
Aus seiner Ehe hatte Johann folgende Kinder:
- Barbara (1422–1481)
⚭ 1433 Markgraf Luigi III. Gonzaga von Mantua (1414–1478)
- Rudolf (*/† 1424)
- Elisabeth (1425–1465)
⚭ 1. 1440 Herzog Joachim von Pommern (1427–1451)
⚭ 2. 1454 Herzog Wartislaw X. von Pommern (1435–1478)
- Dorothea (1430–1495)
⚭ 1. 1445 König Christoph III. von Dänemark, Norwegen und Schweden (1416–1448)
⚭ 2. 1449 König Christian I. von Dänemark (1426–1481)

Illegitimer Sohn war darüber hinaus Fritz von Brandenburg. Dieser hatte zwei Töchter: Magdalena und Franziska von Brandenburg. Sie waren mit italienischen Grafen vermählt.